# Turistická značená trasa 4219
 Turistická značená trasa 4219 je 3,3 km dlouhá zeleně značená trasa Klubu českých turistů v okrese Náchod spojující nádraží v Janovicích s okrajem Teplického skalního města. Její převažující směr je východní. Trasa se nachází na území CHKO Broumovsko.

## Průběh trasy
Turistická trasa 4219 má svůj počátek na nádraží Janovice u Trutnova ve stejnojmenné osadě obce Jívka. Z výchozího bodu do centra osady klesá v souběhu s červeně značenou trasou 0404 z Jestřebích hor do Adršpašských skal. Z centra stoupá samostatně převážně východním směrem nejprve lesní cestou a poté pěšinou pastvinami na rozcestí se žlutě značenou trasou 7244 vedoucí z Liščího sedla do Teplic nad Metují. V souběhu pak po zpevněné cestě stoupají jihovýchodním směrem do nejvyššího bodu trasy, kde souběh končí. Trasa 4219 poté klesá cestou vedoucí pomezím lesa a pastviny do prostoru zaniklé osady Záboř, kde se nachází rozcestí se zde výchozí modře značenou trasou 1833 vedoucí do Vlčí rokle. Trasa 4219 vstupuje do lesního masívu a zároveň do Teplických skal a po pěšině klesá roklí severovýchodním směrem na okraj Teplického skalního města, kde končí na rozcestí se zdejší okružní modře značenou trasou 1831.

## Turistické zajímavosti na trase
- Kaple svatého Antonína Paduánského v Janovicích
- Pomník obětem první světové války v Janovicích
- Vyhlídkové místo pod Zvětralým vrchem
- Zaniklá osada Záboř
- Národní přírodní rezervace Adršpašsko-teplické skály
- Volská studně
- Teplické skalní město